# Valère Germain
Valère Germain (Marseille, 17 april 1990) is een Frans voetballer die meestal als hangende spits speelt. Hij verruilde Montpellier HSC in 2023 voor Macarthur FC uit Australië.

## Clubcarrière
Germain speelde in de jeugd bij ASPTT Orléans, US Orléans en Châteauroux. Op vijftienjarige leeftijd werd hij ontdekt door scouts van AS Monaco. In 2009 tekende hij zijn eerste profcontract. Ondanks zijn verhoogde status bracht hij nog twee extra seizoenen bij het reserve-elftal door. Op 1 mei 2011 maakte hij zijn profdebuut tegen Saint-Étienne. Hij viel ook in de laatste wedstrijd van het seizoen in tegen Olympique Lyon. AS Monaco verloor met 2-0 waardoor het op een achttiende plaats eindigde en degradeerde naar de Ligue 2. Op 15 augustus 2011 scoorde hij zijn eerste doelpunt voor de Monegasken, tegen Reims. Een week later scoorde hij opnieuw, tegen Sedan.

## Interlandcarrière
Germain debuteerde op 2 juni 2011 voor Frankrijk -21 tegen Servië -21. Hij speelde in totaal vier interlands voor Frankrijk -21.

## Erelijst
| Kampioen Ligue 1 | 1x | 2016/17 |
| Kampioen Ligue 2 | 1x | 2012/13 |